# 红河蒙自机场
红河蒙自機場是位於中國雲南省红河州蒙自市的军民合用機場，位于蒙自市草坝镇大郭西村附近，于2020年11月17日开工建设。

## 历史
1999年，红河州启动红河蒙自机场建设项目。
2008年，云南省政府同意拟选的蒙自县草坝镇大郭西村为机场场址，同意机场性质为军民合用并命名为“红河蒙自机场”。
2012年10月9日，红河州蒙自军民合用机场获得中央军委、国务院批准，获准立项。
2020年11月17日，红河蒙自机场开工建设。